# Das Model und der Schnüffler
Das Model und der Schnüffler (Originaltitel: Moonlighting) ist eine US-amerikanische Fernsehserie aus den Jahren 1985 bis 1989. Sie lief Anfang der 1990er Jahre im deutschsprachigen Fernsehen.
Der Reichtum an Wortwitz und Anspielungen und die schnell gesprochenen Dialoge waren für eine Fernsehserie der Zeit ungewöhnlich und gelten als Adaption der Screwball-Comedy der 1930er Jahre.
Während Cybill Shepherd schon beim Verfassen des Drehbuchs als Besetzung für die weibliche Hauptrolle feststand, wurde die Serie für den noch völlig unbekannten Bruce Willis, der aus über 1000 Schauspielern ausgewählt wurde, zum Beginn einer großen Karriere.
Der englische Originaltitel Moonlighting bedeutet im Deutschen Schwarzarbeit, Zweitjob (vorzugsweise nach Feierabend, also in „Zeiten des Mondscheins“) oder Nebentätigkeit, und wird hier innerhalb eines Wortspiels mit dem Namen der Detektei („Blue Moon“) verwandt.
Das Titellied wird von Al Jarreau gesungen.

## Hauptfiguren
Madelyn „Maddie“ Hayes, Inhaberin der Detektei, ist ein ehemaliges Fotomodell und zeichnet sich durch Selbstbewusstsein, Intelligenz und kühle Erotik aus. Hinter ihrer starken Fassade verbirgt sich ein weicher, verletzlicher Kern. Sie empfindet eine Hassliebe für David Addison: Seine Sprüche, seine Lebensart und seine Ansichten sind für Maddie Grund genug, immer wieder an ihrer Entscheidung zu zweifeln, mit David zusammenzuarbeiten.
Detektiv David Addison ist wortgewandt, oft geschwätzig und verhält sich meist eher infantil. Er handelt oft planlos und verlässt sich auf sein Glück, seine Menschenkenntnis und seinen Instinkt. Insbesondere in Gefahrensituationen zeigt sich auch eine andere Seite von Davids Charakter, der dann auch klug und tiefsinnig agieren kann.
Die Telefonistin Agnes Topisto (in der Originalfassung Agnes DiPesto) ist die gute Seele der Detektei. Ihre langatmigen Reime, mit denen sie Anrufer begrüßt, sind ein Running Gag der Serie. In manchen Folgen greift sie auch direkt in die detektivischen Ermittlungen ein.
Ein weiterer Running Gag ist der mysteriöse „Anselmo Fall“, über den zum Ende der Serie oft gesprochen wird, dessen Inhalt aber nie bekannt wurde. Es wurde am Ende der Serie mitgeteilt, dass er nie gelöst wurde.
Ab der 27. Folge ist Curtis Armstrong als Herbert Viola mit von der Partie. Er und Agnes bilden von nun an das Buffo-Paar der Serie, deren Beziehung die – stets komplexer, neurotischer und ernster werdende – Beziehung zwischen Maddie und David widerspiegelt.

## Detektei
Die „Blue Moon“-Detektiv-Agentur wurde früher von David Addison unter dem Namen „City of Angels“ geführt, bis Maddie sie zusammen mit David übernahm und sie in „Blue Moon“ umbenannt wurde. Es gibt verschiedene Angestellte, die nach dem Motto „Geld ohne Arbeit“ leben. Die Detektei besteht aus einem großen Zimmer und zwei Büros mit angeschlossenen Bädern. Beim Eingang befindet sich Agnes Arbeitsplatz als Telefonistin. An der Wand am Ende des Zimmers stehen Schreibtische mit den weiteren Angestellten. In Davids Büro ist ein Schreibtisch, eine Minibar, eine Couch und ein kleiner Fernseher. In Maddies Büro stehen ein Schreibtisch und eine Couch. Hinter einem Bild an der Wand ist ein versteckter Safe, in dem sich die Gehaltschecks, die Wertpapiere der Firma, Bargeld und Davids Pistole befinden.

## Darsteller und Synchronisation
| Charakter              | Darsteller       | Synchronsprecher                                      |
| ---------------------- | ---------------- | ----------------------------------------------------- |
| Madelyn „Maddie“ Hayes | Cybill Shepherd  | Monica Bielenstein                                    |
| David Addison Jr.      | Bruce Willis     | Ronald Nitschke                                       |
| Agnes DiPesto          | Allyce Beasley   | Philine Peters-Arnolds                                |
| Herbert Quentin Viola  | Curtis Armstrong | Jago Ziesmer                                          |
| Alexander Hayes        | Robert Webber    | Jochen Schröder (1. Stimme) Rüdiger Evers (2. Stimme) |
| Virginia Hayes         | Eva Marie Saint  | Dagmar Altrichter                                     |
| McGillicuddy           | Jack Blessing    | Joachim Tennstedt                                     |
| Richard Addison        | Charles Rocket   | Wolfgang Condrus                                      |
| Sam Crawford           | Mark Harmon      | Mathias Einert                                        |
| Terri Knowles          | Brooke Adams     | Petra Barthel                                         |
| Walter Bishop          | Dennis Dugan     | Till Hagen                                            |
| Annie Charnock         | Virginia Madsen  | Simone Brahmann                                       |

## Inhalt
In der Pilotfolge erkennt das ehemals erfolgreiche Fotomodel Madelyn 'Maddie' Hayes, dass sie von ihrem Vermögensverwalter nach Strich und Faden betrogen wurde. Sie steht zu ihrer Überraschung vor dem Bankrott, ist jedoch Inhaberin von einigen als Abschreibungsobjekte geführten Unternehmen, darunter auch der Detektei City of Angels. Leiter dieser erfolglosen Detektei ist David Addison.
Als Maddie auf Anraten ihres Anwalts die Detektei schließen will, wehrt sich Addison mit Händen und Füßen dagegen. Er versucht, Maddie als Chefin der Detektei zu gewinnen, doch sie lehnt es ab, mit ihm zusammenzuarbeiten.
Das ändert sich, als Maddie nach einem Abendessen im Restaurant von einem sterbenden Punk eine geheimnisvolle Armbanduhr übergestreift bekommt und die beiden Protagonisten so ungewollt zum ersten Mal gemeinsam in eine aufregende Verbrecherjagd verwickelt werden. Schließlich wird Maddie Inhaberin der einem Relaunch unterzogenen Detektei Blue Moon. Der Name wird nach einem Haarshampoo gewählt, für dessen Werbung Maddie in der Vergangenheit Modell gestanden hat.
Es wurden 65 weitere Episoden produziert, in denen die witzigen Dialoge, die erotische Spannung zwischen den Hauptfiguren und die humoristisch gebrochene Art der Detektivarbeit weitaus mehr im Vordergrund stehen als die eigentliche Verbrecherjagd, womit sich die Serie von klassischen Kriminalserien abhebt.

## Besonderheiten
In der Serie wurde immer wieder aufgegriffen, dass es sich um eine Fernsehserie handelt. Oft mit kurzen Kommentaren, z. B. „Die (David und Maddie) treten in dieser Folge aber gar nicht auf“, aus Oh, mein’ Mama! (Los Dos DiPestos). Oder mit Bemerkungen an das Publikum: „Kommen Sie schon, Sie wissen doch, dass ich dabei sein werde“, aus Die unbekannte Geliebte (And The Flesh Was Made Word). In Folge 8 der zweiten Staffel macht David Addison in der deutschen Synchronfassung eine Anspielung auf den Actionfilm Stirb langsam, in dem Bruce Willis die Hauptrolle hat – was aber nicht der originalen Dialogfassung entspricht, da dieser Film erst 1988 gedreht wurde.
Es gibt weitere Folgen, in denen diese Selbstreflexion fortgeführt wird: So stellt David in der Episode Es weihnachtet schwer (T’was the Episode before Christmas) fest, dass es sich um die letzte Folge vor Weihnachten handelt. Daraufhin beginnt es, im Studio zu schneien; das ganze Produktionsteam singt.
Als es im Jahr 1988 zu einem 22-wöchigen Streik der Autoren in Hollywood kommt, wird die Story der Folge Die unbekannte Geliebte (And the Flesh was Made Word) vorzeitig beendet. Den Zuschauern wird erklärt, dass die Autoren streiken. Die Sendezeit wird mit gemeinsamem Gesang des Studioteams gefüllt.
In der letzten Folge Totale Mondfinsternis (Lunar Eclipse) wird den Protagonisten von einem 'Mitarbeiter des Senders' mitgeteilt, dass dies die letzte Folge sei und die Serie eingestellt werde, gleichzeitig beginnen 'Handwerker' mit dem Abbau des Studiosets.

## Veröffentlichung
Die Serie wurde in deutscher Erstausstrahlung ab dem 21. März 1990 auf dem Privatsender RTL plus gesendet.
Alle fünf Staffeln sind in Deutschland in vier DVD-Boxen erschienen, die ersten beiden Staffeln liegen in einer gemeinsamen Box vor. Dabei enthalten die Boxen der letzten beiden Staffeln insgesamt vier zuvor nicht in deutscher Synchronisation vorliegende bzw. ausgestrahlte Episoden.

## Auszeichnungen (Auswahl)
Komponist Alf Clausen wurde 1988 für seine Arbeit bei den ASCAP Film and Television Music Awards ausgezeichnet. Al Jarreau erhielt 1987 und 1988 je einen BMI TV Music Award. Hinzu kamen mehrfache Emmy-Nominierungen und auch Auszeichnungen in verschiedenen Kategorien. Cybille Sherperd gewann zwei Mal den Golden Globe Award, Bruce Willis ein Mal. Die Writers Guild of America zeichnet die Serie drei Mal in verschiedenen Kategorien aus.